# Salve Regina University

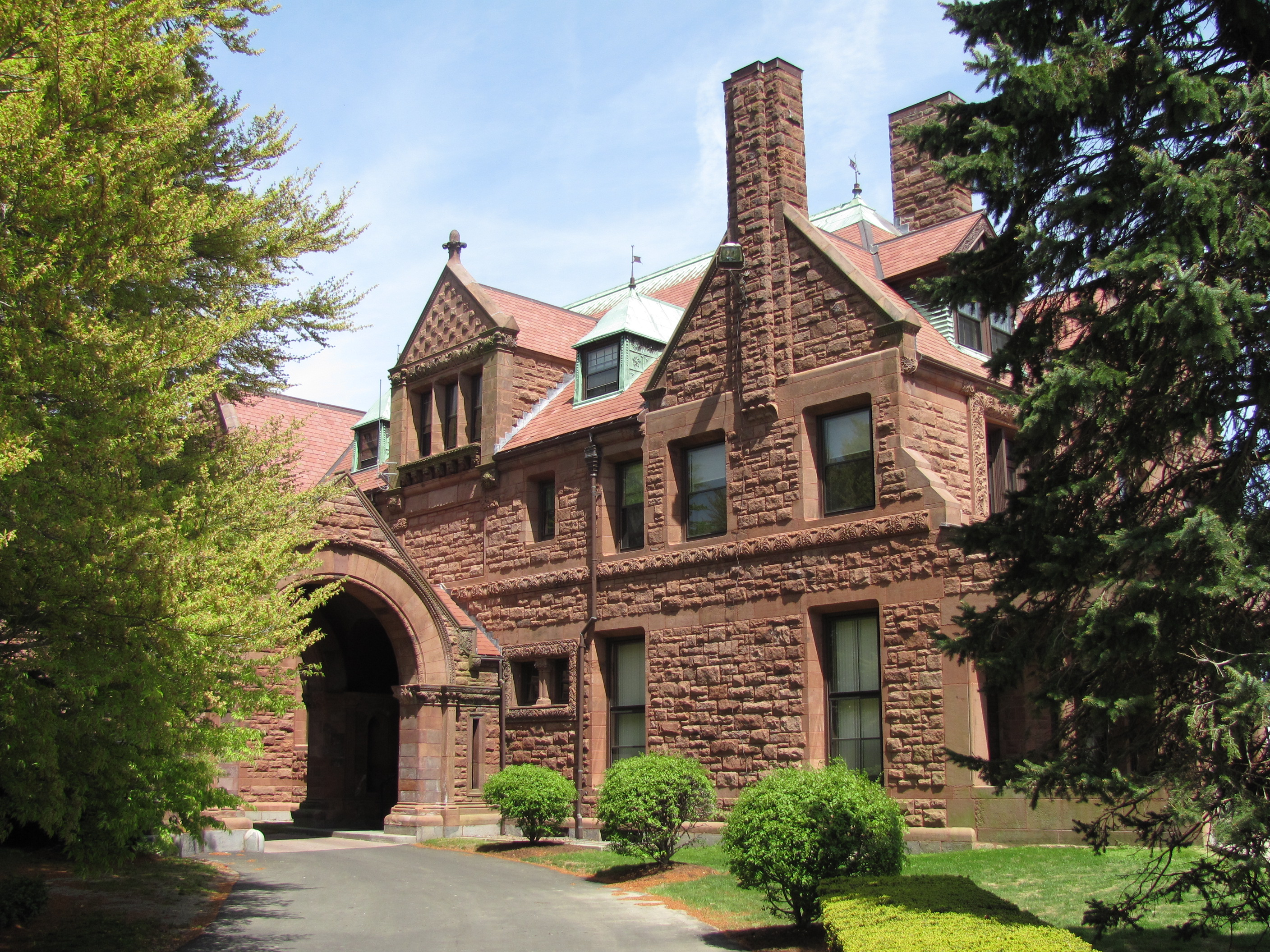
Gebäude auf dem Campus

Die Salve Regina University ist eine private römisch-katholische Universität in Newport, Rhode Island (USA).

## Geschichte
Die Institution wurde 1934 vom Orden der Sisters of Mercy als College gegründet. Seit 1947 befindet sich der Campus am heutigen Standort an der Atlantikküste. Seit 1973 werden auch Frauen aufgenommen, im Jahr 1991 wurde das College zur Universität.
Für Studenten des gleichfalls in Newport gelegenen Naval War Colleges besteht die Möglichkeit an der Salve Regina University einen Master in Internationalen Beziehungen zu erwerben.

## Zahlen zu den Studierenden

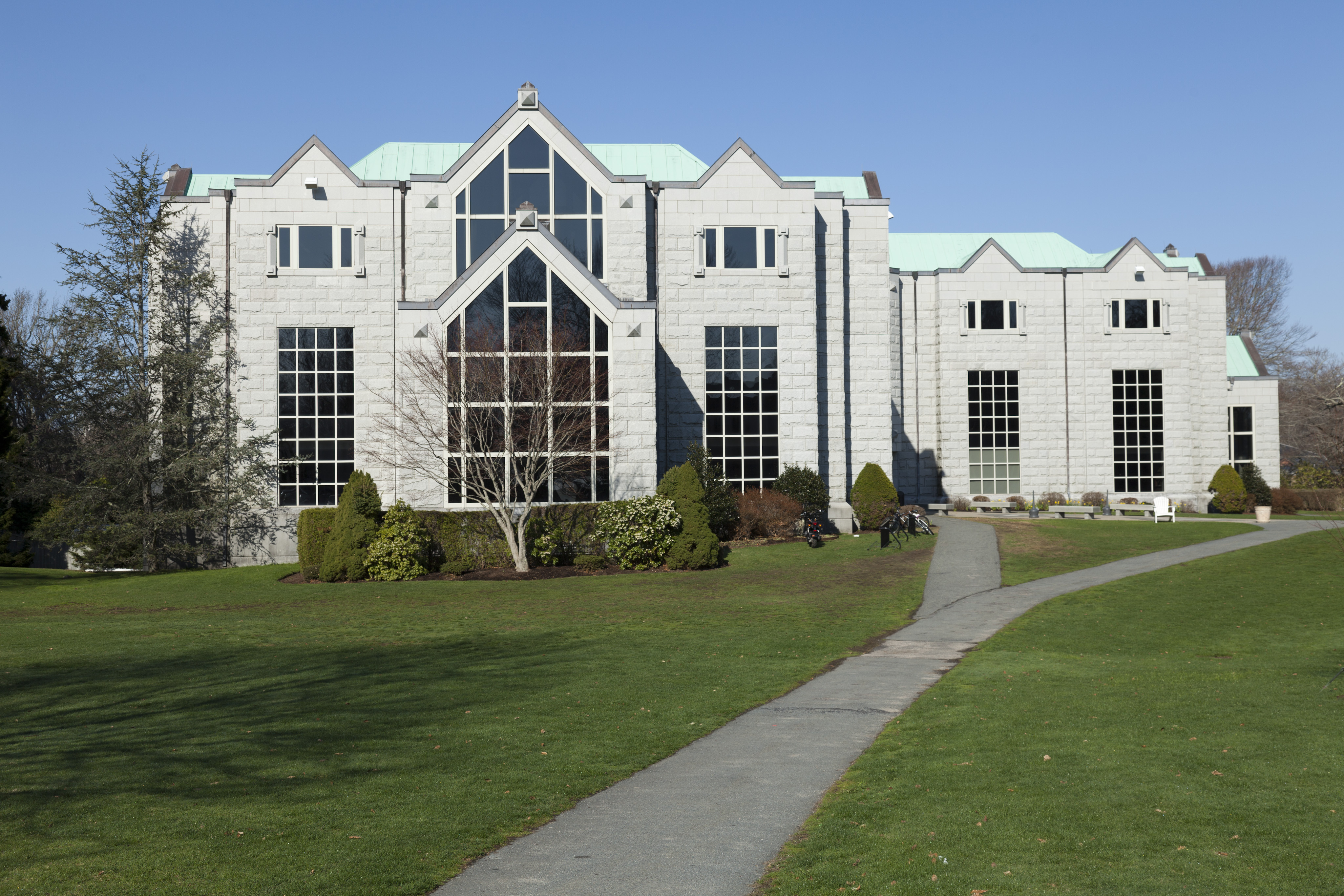
Bibliotheksgebäude der Universität (McKillop Library)

Im Herbst 2021 waren 2.828 Studenten an der Universität eingeschrieben. Davon strebten 2.149 ihren ersten Studienabschluss an, sie waren also undergraduates. 679 arbeiteten auf einen weiteren Abschluss hin, sie waren postgraduates.

## Bekannte Absolventen
- Peter W. Chiarelli (* 1950), Viersternegeneral
- Kristin Hersh (* 1966), Musikerin
- Betty Hutton (1921–2007), Schauspielerin
- Kristina und Michelle Kennedy (* um 1985), Schauspielerinnen
- Stanley A. McChrystal (* 1954), Viersternegeneral
- Robert J. Papp junior (* 1953), Admiral
- Janet L. Robinson (* 1950), Managerin der New York Times
- Antonio M. Taguba (* 1950), Zweisternegeneral
- Charles E. Wilhelm (* 1941), Viersternegeneral
- Anthony C. Zinni (* 1943), Viersternegeneral

## Kunstschätze
In einem Treppenhaus der Universität befinden sich die beiden Außenbahnen eines farbenprächtigen Unterfensters, das in der Mitte des 15. Jahrhunderts ursprünglich für die Karmeliterkirche von Boppard hergestellt wurde. Es trägt heute den Namen Pyrmont-Fenster, der von seinem Stifter Cuno von Pyrmont und von Ehrenberg abgeleitet wurde.